# エレンスト・ヴァン・ダイク
エレンスト・ヴァン・ダイク（英語: Ernst Francois van Dyk、1973年4月4日 - ）は、南アフリカの車いす陸上競技選手、パラサイクリング（ハンドサイクル）選手、パラ水泳選手。

## 人物
1973年に西ケープ州セレスに生まれる。先天的な両足の欠損を持って生まれたが、スポーツマンであった両親は彼の競技能力を見抜き、スポーツを勧めた。最初は、グラーフ＝ライネの学校に通ったが、そこでは満足できなかった。その後、キンバリーにある障害をもった子供たちのためのエリザベスConradie学校に通った。10代で全国的なスイマーとして競技に参加した。1992年にステレンボッシュ大学に入学し、スポーツ科学の学位を得た。
2006年には、スポーツの各分野で活躍した選手に贈られるローレウス世界スポーツ賞の障害者部門で受賞している。2010年のボストンマラソンでの9回目の優勝を称え、南アフリカ政府は、Ikhamangaの勲位（Silver）を与えた。
妻と娘がおり、西ケープ州のパールに居住している。「Enabledsport」という会社を経営しており、障害を持つアスリート向けの機器に関する事業を行っている。

## 競技成績
ボストンマラソン男子車いすの部において、10回優勝（最多記録）している。
パラリンピックには1992年のバルセロナ大会に、初めて参加し、水泳（平泳ぎ、背泳ぎ、自由形）と車いす陸上競技（800m）に出場した。その後は東京大会まで連続で出場している。初期には短距離に出場していたが、後に中長距離を専門とするようになり、近年ではパラサイクリング（ハンドサイクル）に出場している。2000年のシドニー大会の400mで銅メダルを獲得。2004年のアテネ大会では800mで銀メダル、1500mで銀メダル、5000mで銅メダルを獲得。また、2008年の北京大会では、車いすマラソンで銅メダル、ハンドサイクル（ロードレース）において金メダルを獲得している。
ハンドサイクルでは、2009年にイタリアで開催されたUCI世界選手権で銀メダルと銅メダルを獲得、また2007年にボルドーで開催されたUCI世界選手権でロードレースとタイムトライアルの2種目で金メダルを獲得している。
| Year | ボストンマラソン | ニューヨークシティマラソン | パリマラソン | ロサンゼルスマラソン | ロンドンマラソン | グレートノースラン |
| ---- | ---------------- | -------------------------- | ------------ | -------------------- | ---------------- | ------------------ |
| 2001 | 1:25:12          |                            |              |                      |                  |                    |
| 2002 | 1:23:19          |                            |              |                      |                  |                    |
| 2003 | 1:28:32          | 1:35:36                    |              |                      |                  |                    |
| 2004 | 1:18:27          | 1:40:41                    |              |                      |                  |                    |
| 2005 | 1:24:11          | 1:31.11                    |              |                      |                  |                    |
| 2006 | 1:25:29          |                            |              | 1:24:48 (大会記録)   |                  |                    |
| 2007 | 1:37:10          |                            |              |                      |                  | 42:35              |
| 2008 | 1:26:49          |                            |              |                      |                  |                    |
| 2009 | 1:33:29          | 1:44:20                    |              |                      |                  |                    |
| 2010 | 1:26:53          | 1:47:10                    |              |                      | 1:28:59          |                    |
| 2011 | 1:18:51          |                            |              |                      |                  |                    |
| 2012 | 1:24:23          |                            |              |                      |                  |                    |
| 2013 | 1:27:12          | 1:40:14                    |              |                      | 1:31:30          |                    |
| 2014 | 1:20:36          | 1:30:56                    |              |                      | 1:32:42          |                    |
| 2015 | 1:36:27          | 1:30:54                    |              |                      | 1:31:38          |                    |
| 2016 | 1:24:06          | 1:40:08                    |              |                      | 1:35:23          |                    |
| 2017 | 1:18:04          | 1:39:56                    |              |                      |                  |                    |
| 2018 | 1:47:14          | 1:51:09                    |              |                      |                  |                    |
| 2019 | 1:27:23          | 1:40:00                    |              |                      |                  |                    |